# Pseudomys vandycki
Pseudomys vandycki är en utdöd gnagare i släktet australmöss som levde i nordöstra Australien.
Arten var uppskattningsvis 15 till 18 cm lång (utan svans). Den liknade den nu levande arten Pseudomys albocinereus men den hade en avvikande konstruktion av kindtänderna.
Fossil hittades vid orten Chinchilla i delstaten Queensland i östra Australien. De dateras till pliocen. När djuret levde var regionen troligen täckt av gräsmarker samt av trädgrupper med eukalyptusträd.